# Port-sur-Seille
Port-sur-Seille est une commune française située dans le département de Meurthe-et-Moselle, en région Grand Est.

## Géographie
La commune  tire son nom de la rivière qui la traverse, la Seille.
| Morville-sur-Seille |                  | Éply    |
| Atton               | Port-sur-Seille  | Rouves  |
|                     | Sainte-Geneviève | Clémery |

### Hydrographie
La commune est dans le bassin versant du Rhin au sein du bassin Rhin-Meuse. Elle est drainée par la Seille, le ruisseau de Hare Vigne, le ruisseau de Ste-Genevieve et le ruisseau de Thiebaupont,.
La Seille, d'une longueur de 138 km, prend sa source dans la commune de Maizières-lès-Vic et se jette  dans divers bras mort de la Moselle à Metz, après avoir traversé 57 communes. 

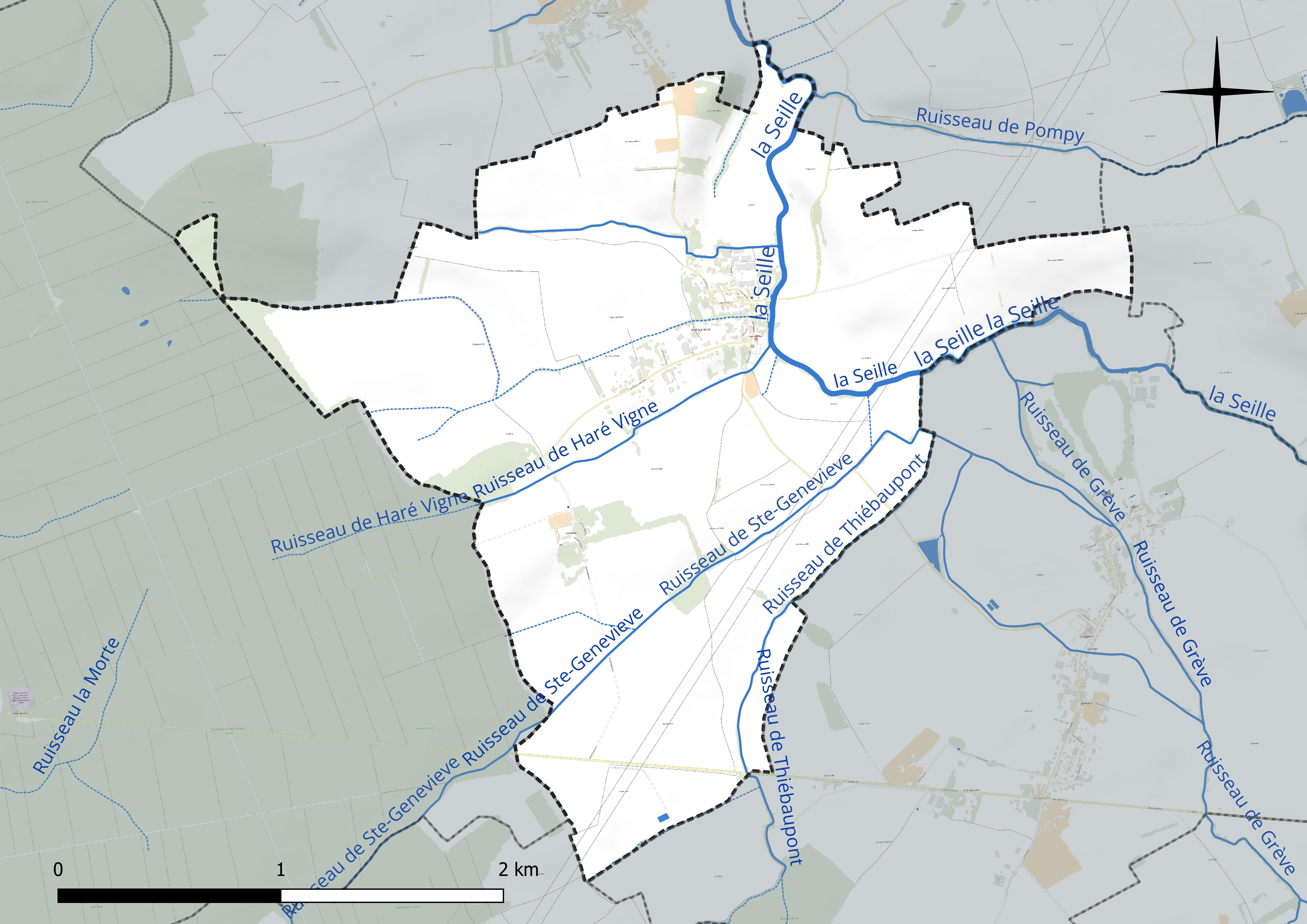
Réseau hydrographique de Port-sur-Seille.

### Climat
Pour des articles plus généraux, voir Climat du Grand Est et Climat de Meurthe-et-Moselle.
En 2010, le climat de la commune est de type climat océanique dégradé des plaines du Centre et du Nord, selon une étude du Centre national de la recherche scientifique s'appuyant sur une série de données couvrant la période 1971-2000. En 2020, Météo-France publie une typologie des climats de la France métropolitaine dans laquelle la commune est exposée à un climat semi-continental et est dans la région climatique  Lorraine, plateau de Langres, Morvan, caractérisée par un hiver rude (1,5 °C), des vents modérés et des brouillards fréquents en automne et hiver. 
Pour la période 1971-2000, la température annuelle moyenne est de 9,9 °C, avec une amplitude thermique annuelle de 16,8 °C. Le cumul annuel moyen de précipitations est de 725 mm, avec 11,5 jours de précipitations en janvier et 9 jours en juillet. Pour la période 1991-2020, la température moyenne annuelle observée sur la station météorologique de Météo-France la plus proche, « Nancy-Essey », sur la commune de Tomblaine à 25 km à vol d'oiseau, est de 11,0 °C et le cumul annuel moyen de précipitations est de 746,3 mm. 
La température maximale relevée sur cette station est de 40,1 °C, atteinte le 24 juillet 2019 ; la température minimale est de −24,8 °C, atteinte le 21 février 1956,,. 
Les paramètres climatiques de la commune ont été estimés pour le milieu du siècle (2041-2070) selon différents scénarios d'émission de gaz à effet de serre à partir des nouvelles projections climatiques de référence DRIAS-2020. Ils sont consultables sur un site dédié publié par Météo-France en novembre 2022.

## Urbanisme

### Typologie
Au 1er janvier 2024, Port-sur-Seille est catégorisée commune rurale à habitat dispersé, selon la nouvelle grille communale de densité à sept niveaux définie par l'Insee en 2022.
Elle est située hors unité urbaine. Par ailleurs la commune fait partie de l'aire d'attraction de Metz, dont elle est une commune de la couronne,. Cette aire, qui regroupe 245 communes, est catégorisée dans les aires de 200 000 à moins de 700 000 habitants,.

### Occupation des sols
L'occupation des sols de la commune, telle qu'elle ressort de la base de données européenne d’occupation biophysique des sols Corine Land Cover (CLC), est marquée par l'importance des territoires agricoles (93,2 % en 2018), une proportion identique à celle de 1990 (93,2 %). La répartition détaillée en 2018 est la suivante : terres arables (76,3 %), prairies (16,9 %), zones urbanisées (4,1 %), forêts (2,7 %). L'évolution de l’occupation des sols de la commune et de ses infrastructures peut être observée sur les différentes représentations cartographiques du territoire : la carte de Cassini (XVIIIe siècle), la carte d'état-major (1820-1866) et les cartes ou photos aériennes de l'IGN pour la période actuelle (1950 à aujourd'hui).

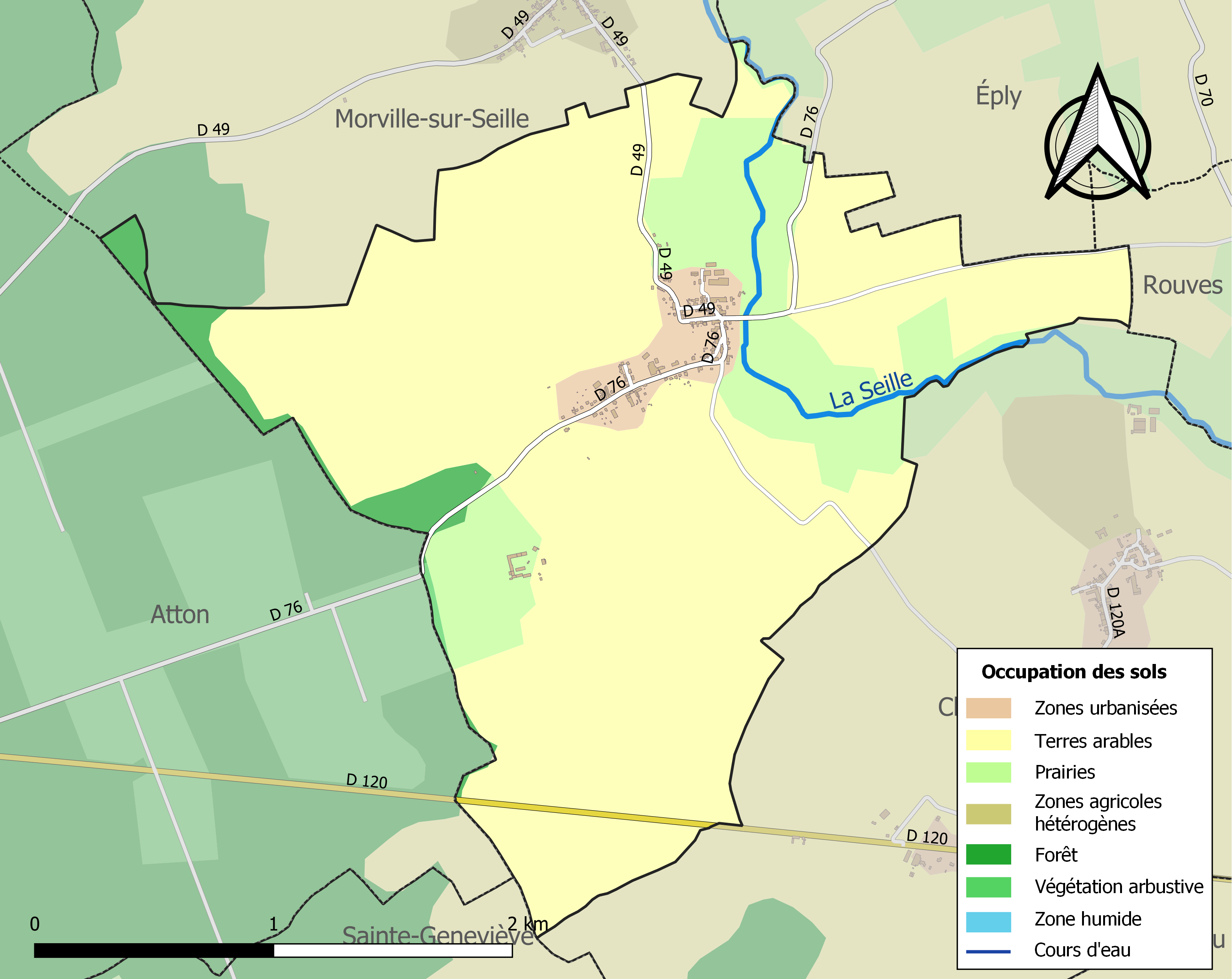
Carte des infrastructures et de l'occupation des sols de la commune en 2018 (CLC).

## Toponymie
Le nom de la localité est attesté sous les formes Port-sor-Soille (1269) ; Port-sus-Saille (xve siècle) ; Port-sur-Saille (1525) ; Portum ad Saliam (1675).

Port ou Pont sur la Seille, une rivière française du Grand Est, dans les deux départements de Meurthe-et-Moselle et de la Moselle, qui se jette dans la Moselle.

## Histoire
- Les titres les plus anciens où il soit parlé de village ne remontent pas au-delà du XIVe siècle. En 1334, Lallemand de Domart, écuyer, reconnait tenir en fief d'Édouard, comte de Bar, ce qu'il a à Morville-sur-Seille, Champey et Port-sur-Seille. En 1383, Édouard, comte de Bar, pour récompenser les services de Jean Ancillon, maître échevin de Metz, lui donna et ses hoirs tous les hommes, femmes et enfants qu’il avait à Port-sur-Seille.
- C’est au vieux château de Port-sur-Seille, où les tours dominent la vallée, que fut signé par toute la chevalerie lorraine, le traité du 29 avril 1440, entre le roi de Sicile, duc de Lorraine et l'évêque Conrad Bayer de Boppart. Philippe de Nouroy ayant été fait prisonnier à la bataille de Bulgnéville, dut engager le tiers, par indivis, des château et forteresse de Port-sur-Seille aux Messins, pour en avoir l'argent de sa rançon, que lui fit obtenir son cousin Jean de Chérisey. Un traité fut passé à cet effet, le 14 août 1451.
- Il y avait, dans les chapelles de l'église –aujourd’hui au musée de Nancy-, dix grandes tombes très remarquables, et plusieurs inscriptions de la famille de Nouroy[16], éteinte dans une branche de la maison de Chérisey, au XIVe siècle. Celle-ci a relevé le nom de Nouroy en conservant les armes de Chérisey, et, par le mariage d'Henriette de Nouroy avec Louis d'Ernécourt, au commencement du XVIIe siècle, a fait passer la terre de Port-sur-Seille dans cette dernière maison, d'où elle vint aux Raigecourt, aux Ludres, aux Gournay, et enfin à M. le comte de Rosières, qui la vendit vers 1840. Les tombes les mieux conservées sont celles d'Antoine de Chérisey-Nouroy, mort en l517, de Claude de Chérisey-Noroy, mort en 1540, et d'Antoinette de Bassompierre, sa femme, morte en 1595, de Philippe de Chérisey-Nouroy, de Marguerite de Chérisey-Nouroy, dame de Remiremont, morte en 1595, d'Anne de Nouroy. Celles de Madelaine de Boppart, mariée à Philippe de Nouroy, de Georges de Nouroy, qui épousa Marguerite de Jussey, et de Bernard de Chérisey-Nouroy, qui, ayant épousé Perette Baudoche, fut tué dans une joute à Metz, en 1318, sont plus ou moins mutilées.
- Le territoire de Port-sur-Seille était traversé par une voie romaine partant de la station du mont Hiéraple et aboutissant à Scarpone[17].

L'ancienne église de Port-sur-Seille (détruite en août 1914)
- L'église Saint-Michel de Port-sur-Seille a été reconstruite par Antoine de Norroy et Claude de Serrières au début du XVIe siècle comme le font voir les caissons des clefs de voûte : on remarquait, au-dessus de l'autel, celui des Cherisey-Norroy ; au milieu du transept, celui de la famille d'Autel, et dans la chapelle du côté de l'Évangile, le double écu des Cherisey-Nouroy et des Serrières. Ces caissons avaient été taillés dans la pierre même et peints aux couleurs des armoiries. À la clef de voûte de la chapelle de l'Épître, se trouvaient peintes les armes des Norroy. Fin XIXe avait été découverte dans cette chapelle, une fresque du XVIe siècle (d'environ 0,80 m par 1,10 m), représentant, Claude, Antoine, Lucie, Anne et Françoise de Norroy les enfants de Claude de Nouroy et d'Antoinette de Bassompierre, à genoux devant la Vierge et portant le double écu des deux familles. Il est fait mention de la reconstruction (1776) de la chapelle castrale, et de la translation, dans cette dernière, de la chapelle bénéficiale de Saint-Michel, érigée en régime paroissial de Port-sur-Seille[18]. L'édifice de style gothique était précédé d'une tour romane, vestige de l'ancienne église (voir photo).
- En 1897, la cure conservait les dessins très approximatifs de neuf pierres tombales : Philippe de Norroy (1511), Bernard de Norroy (1518), Claude de Serrières (vers 1520), Antoine de Norroy (1537), Claude de Norroy (1540), Antoinette de Bassompierre (1550), Anne de Norroy, Catherine Bayer de Boppart (1583), Georges de Norroy. Quatre de ces pierres tombales ont été transférées au Musée lorrain de Nancy.

Port-sur-Seille a été érigé en succursale en 1802. Patronne, la sainte Vierge en son Assomption.
Le village a été détruit pendant la guerre de 1914-1918, dommages en septembre 1944.

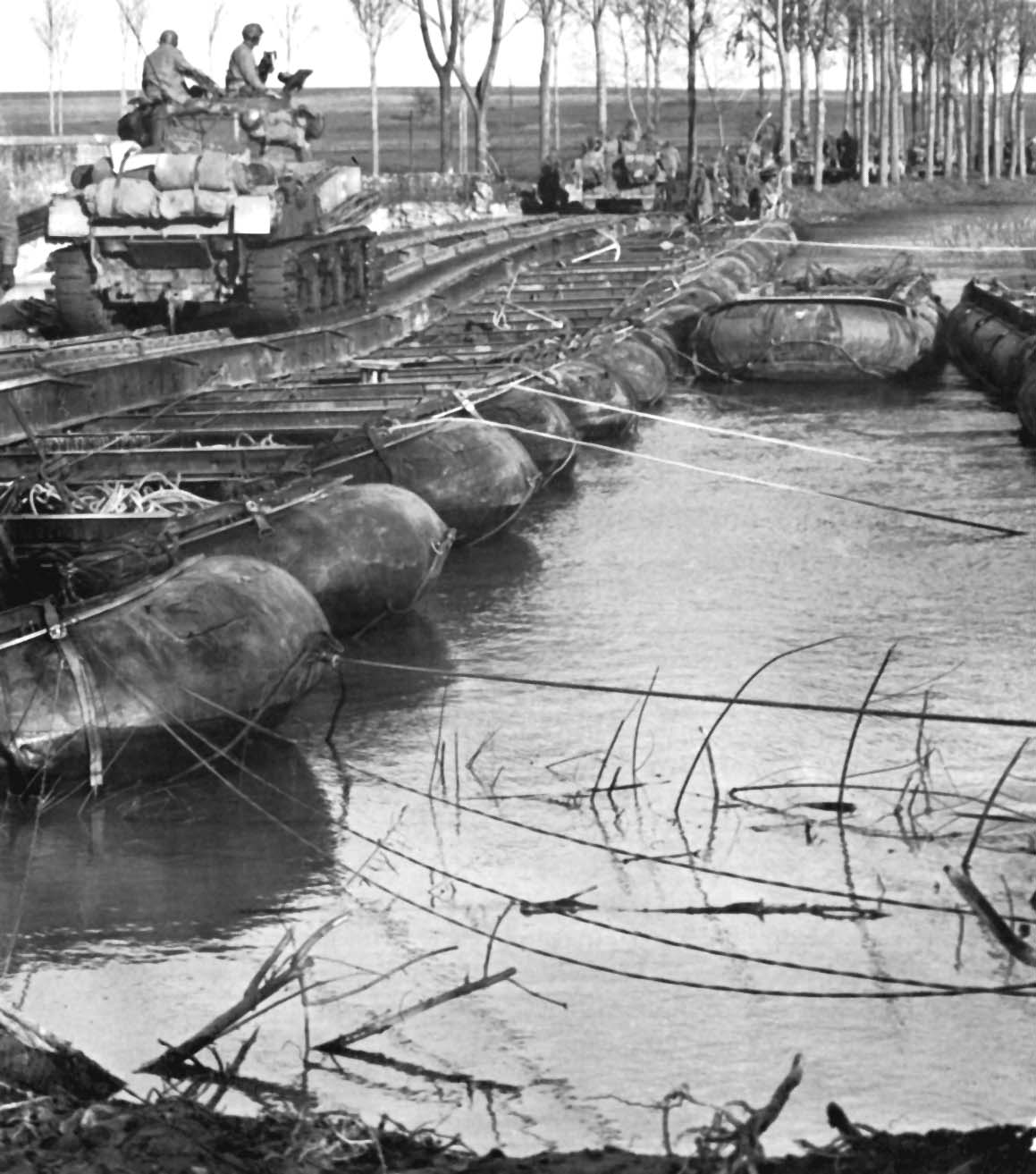
Franchissement de la seille par l'US-Army en 1944.

## Politique et administration
| Période                                  | Période                   | Identité                                         | Étiquette | Qualité      |
| ---------------------------------------- | ------------------------- | ------------------------------------------------ | --------- | ------------ |
| Les données manquantes sont à compléter. |                           |                                                  |           |              |
| avant 1988                               | ?                         | André Girard                                     |           |              |
| mars 2001                                | En cours (au 28 mai 2020) | Richard Geoffroy, Réélu pour le mandat 2020-2026 |           | Ancien cadre |

## Population et société

### Démographie
L'évolution du nombre d'habitants est connue à travers les recensements de la population effectués dans la commune depuis 1793. Pour les communes de moins de 10 000 habitants, une enquête de recensement portant sur toute la population est réalisée tous les cinq ans, les populations de référence des années intermédiaires étant quant à elles estimées par interpolation ou extrapolation. Pour la commune, le premier recensement exhaustif entrant dans le cadre du nouveau dispositif a été réalisé en 2008.

En 2022, la commune comptait 230 habitants, en évolution de +4,07 % par rapport à 2016 (Meurthe-et-Moselle : −0,13 %, France hors Mayotte : +2,11 %).
| 1793 | 1800 | 1806 | 1821 | 1831 | 1836 | 1841 | 1846 | 1851 |
| ---- | ---- | ---- | ---- | ---- | ---- | ---- | ---- | ---- |
| 269  | 365  | 364  | 400  | 379  | 439  | 440  | 440  | 432  |

| 1856 | 1861 | 1872 | 1876 | 1881 | 1886 | 1891 | 1896 | 1901 |
| ---- | ---- | ---- | ---- | ---- | ---- | ---- | ---- | ---- |
| 431  | 444  | 410  | 418  | 403  | 381  | 371  | 353  | 355  |

| 1906 | 1911 | 1921 | 1926 | 1931 | 1936 | 1946 | 1954 | 1962 |
| ---- | ---- | ---- | ---- | ---- | ---- | ---- | ---- | ---- |
| 350  | 337  | 212  | 194  | 181  | 180  | 167  | 173  | 180  |

| 1968 | 1975 | 1982 | 1990 | 1999 | 2006 | 2008 | 2013 | 2018 |
| ---- | ---- | ---- | ---- | ---- | ---- | ---- | ---- | ---- |
| 147  | 162  | 170  | 203  | 193  | 221  | 229  | 216  | 230  |

| 2022 | - | - | - | - | - | - | - | - |
| ---- | - | - | - | - | - | - | - | - |
| 230  | - | - | - | - | - | - | - | - |

## Culture locale et patrimoine

### Lieux et monuments
- Vestiges du château XIVe/XVe : subsiste le donjon décoiffé[26]. C'est dans ce château que fut signé pour toute la chevalerie lorraine le traité du 29 avril 1440 entre le roi de Sicile René d'Anjou duc de Lorraine et l'évêque de Metz Conrad II Bayer de Boppard.
- Château de Dombasle, villégiature XIXe.
- Quatre pierres tombales, transférées au Musée lorrain. Une description des pierres tombales a été réalisée par Léon Germain d'après dessins[27].
- Église de l'Assomption, reconstruite après 1918.

### Personnalités liées à la commune
- Charles de Ludre (1796-1884), militaire et homme politique, né à Port-sur-Seille, député de la Meurthe.

### Héraldique
| Blason de Port-sur-Seille | Blason  | Parti au 1er d'azur au chef d'or chargé d'un lion naissant armé lampassé et couronné de gueules ; au 2e d'or à la croix de gueules au franc quartier d'argent chargé d'un lion de sable armé et lampassé de gueules et couronné d'or. |
| Blason de Port-sur-Seille | Détails | Le statut officiel du blason reste à déterminer. |